# ایرباس ای۳۰۰
ایرباس ای۳۰۰ (Airbus A300) یک هواپیمای مسافربری پهن‌پیکر دوموتوره است که توسط شرکت ایرباس اروپا توسعه‌یافته و ساخته شده‌است. این هواپیما به‌طور رسمی در سال ۱۹۶۹ معرفی شد و در اکتبر ۱۹۷۲ (آبان ۱۳۵۱) به پرواز درآمد. این هواپیما نخستین هواپیمای ساخت کنسرسیوم اروپایی ایرباس است که اکنون گروه ایرباس نامیده می‌شود. به‌طور معمول ایرباس ای ۳۰۰ دارای ۲۶۶ صندلی در دو کلاس پروازی می‌باشد و بسته به مدل آن تا حداکثر ۷۵۴۰ کیلومتر (۴۰۷۰ مایل دریایی) برد دارد.
توسعه این هواپیما در میانه دهه شصت میلادی به‌عنوان یک پروژه مشترک میان چند سازنده مختلف هواپیما در کشورهای انگلستان، آلمان‌غربی و فرانسه به اجرا درآمد. در سپتامبر ۱۹۶۷ کشورهای مشارکت‌کننده یک یادداشت تفاهم به منظور تولید این هواپیما امضا کردند. در آوریل ۱۹۶۹ انگلستان از این پروژه عقب‌نشینی کرد اما فرانسه، آلمان و اسپانیا توافقی را در مه ۱۹۶۹ امضا کردند و صنایع ایرباس رسماً در دسامبر ۱۹۷۰ به منظور توسعه و تولید ای۳۰۰ شکل گرفت. نخستین پیش‌نمونه در اکتبر ۱۹۷۲ پرواز کرد.
ایرفرانس نخستین مشتری ایرباس ای۳۰۰، این هواپیما را از مه سال ۱۹۷۴ وارد خدمت نمود. در ادامه پس از یک دوره کوتاه تقاضا، ای ۳۰۰ با فروش بسیاری مواجه و پس از آن به مدت سه دهه با روند مناسبی تولید شد. ای۳۰۰ محبوب بسیاری از کاربران هواپیماهای باری نیز بود و گونه‌های گوناگونی از آن با توانایی ترابرد بار ساخته شده‌است. تولید این هواپیما و گونه کوچکتر آن، ای ۳۱۰، در ژوئیه ۲۰۰۷ متوقف شد. هواپیماهای ایرباس ای۳۳۰ و ای۳۴۰ توسعه‌یافتهٔ این هواپیما هستند و به‌منظور جایگزینی آن، توسعه یافتند.

## مشخصات
ایرباس آ-۳۰۰ دارای دو موتور توربوفن در زیر دو بال است.
- فاصله نوک دو بال: ۴۴٫۸ متر
- طول: ۵۴٫۱ متر
- ارتفاع: ۱۶٫۵ متر
- ظرفیت مسافر: ۳۶۱ نفر (در مدل ایرباس آ-۳۰۰–۶۰۰ آر)
- بیشینه سرعت: ۸۵/۰ ماخ (۸۹۵ کیلومتر بر ساعت) (در مدل ایرباس آ-۳۰۰–۶۰۰ آر)
- محدوده پرواز: ۷۷۰۰ کیلومتر

## مدل‌ها
- A300B۲ مدل پایه مسافربری
- A300B۴ مدل مسافربری با محدوده پرواز بیشتر
- A300C۴ مدل مسافربری با امکان تغییر کاربری
- A300F۴ مدل ترابری
- ایرباس ۶۰۰–۳۰۰؛ مدل مدرن‌تر

## مشخصات فنی
| مدل                                           | A300B4-200                                                        | A300-600R                                                           | A300-600F                                                         |
| --------------------------------------------- | ----------------------------------------------------------------- | ------------------------------------------------------------------- | ----------------------------------------------------------------- |
| شمار خدمه کابین                               | سه                                                                | دو                                                                  | دو                                                                |
| کابین اصلی                                    | 281 (2-4-2 Y @ 34in)309 (2-4-2 Y @ 31in)max 345                   | 247 (46 2-2-2 F + 201 2-4-2 Y)285 (2-4-2 Y @ 34in)max 345 (3-3-3 Y) | 540 m³43 AYY ULD9 AMJ/LD7 + 16 AYY                                |
| کابین بار                                     | 20 LD3 + bulk                                                     | 22 LD3 + bulk / 158 m³                                              | 22 LD3 + bulk / 158 m³                                            |
| طول                                           | ۵۳٫۶۱ متر (۱۷۵٫۹ فوت)                                             | ۵۴٫۰۸ متر (۱۷۷٫۴ فوت)                                               | ۵۴٫۰۸ متر (۱۷۷٫۴ فوت)                                             |
| ارتفاع کلی                                    | ۱۶٫۷۲ متر (۵۴٫۹ فوت)                                              | ۱۶٫۶۶ متر (۵۴٫۷ فوت)                                                | ۱۶٫۶۶ متر (۵۴٫۷ فوت)                                              |
| طول بال‌ها                                     | ۴۴٫۸۳ متر (۱۴۷٫۱ فوت)                                             | ۴۴٫۸۴ متر (۱۴۷٫۱ فوت)                                               | ۴۴٫۸۴ متر (۱۴۷٫۱ فوت)                                             |
| مساحت بال                                     | ۲۶۰ متر مربع (۲٬۸۰۰ فوت مربع)                                     | ۲۶۰ متر مربع (۲٬۸۰۰ فوت مربع)                                       | ۲۶۰ متر مربع (۲٬۸۰۰ فوت مربع)                                     |
| حداکثر عرض کابین                              | ۵٫۲۸۷ متر (۱۷٫۳۵ فوت)                                             | ۵٫۲۸۷ متر (۱۷٫۳۵ فوت)                                               | ۵٫۲۸۷ متر (۱۷٫۳۵ فوت)                                             |
| قطر بدنه                                      | ۵٫۶۴ متر (۱۸٫۵ فوت)                                               | ۵٫۶۴ متر (۱۸٫۵ فوت)                                                 | ۵٫۶۴ متر (۱۸٫۵ فوت)                                               |
| حداکثر وزن تیک‌آف                              | ۱۶۵٬۰۰۰ کیلوگرم (۳۶۳٬۷۶۳ پوند)                                    | ۱۷۱٬۷۰۰ کیلوگرم (۳۷۸٬۵۳۴ پوند)                                      | ۱۷۰٬۵۰۰ کیلوگرم (۳۷۵٬۸۸۸ پوند)                                    |
| MLW                                           | ۱۳۶٬۰۰۰ کیلوگرم (۲۹۹٬۸۲۹ پوند)                                    | ۱۴۰٬۰۰۰ کیلوگرم (۳۰۸٬۶۴۷ پوند)                                      | ۱۴۰٬۰۰۰ کیلوگرم (۳۰۸٬۶۴۷ پوند)                                    |
| MZFW                                          | ۱۲۶٬۰۰۰ کیلوگرم (۲۷۷٬۷۸۲ پوند)                                    | ۱۳۰٬۰۰۰ کیلوگرم (۲۸۶٬۶۰۱ پوند)                                      | ۱۳۰٬۰۰۰ کیلوگرم (۲۸۶٬۶۰۱ پوند)                                    |
| حداکثر بار قابل حمل                           | ۳۷٬۴۹۵ کیلوگرم (۸۲٬۶۶۲ پوند)                                      | ۴۱٬۳۷۴ کیلوگرم (۹۱٬۲۱۴ پوند)                                        | ۴۸٬۲۹۳ کیلوگرم (۱۰۶٬۴۶۸ پوند)                                     |
| حداکثر ظرفیت حمل سوخت                         | ۴۸٬۴۷۰ کیلوگرم (۱۰۶٬۸۵۸ پوند) ۶۲٬۰۰۰ لیتر (۱۶٬۰۰۰ گالون آمریکایی) | ۵۳٬۵۰۵ کیلوگرم (۱۱۷٬۹۵۸ پوند) ۶۸٬۱۶۰ لیتر (۱۸٬۰۱۰ گالون آمریکایی)   | ۵۳٬۵۰۵ کیلوگرم (۱۱۷٬۹۵۸ پوند) ۶۸٬۱۶۰ لیتر (۱۸٬۰۱۰ گالون آمریکایی) |
| وزن خالی هواپیما                              | ۸۸٬۵۰۵ کیلوگرم (۱۹۵٬۱۲۰ پوند)                                     | ۸۸٬۶۲۶ کیلوگرم (۱۹۵٬۳۸۷ پوند)                                       | ۸۱٬۷۰۷ کیلوگرم (۱۸۰٬۱۳۳ پوند)                                     |
| موتورها                                       | CF6-50C2 یا JT9D-59A                                              | CF6-80C2 or PW4158                                                  | CF6-80C2 or PW4158                                                |
| قدرت                                          |                                                                   | ۲۴۹–۲۷۰ کیلونیوتن (۵۶٬۰۰۰–۶۱٬۰۰۰ پوند-نیرو)                         | ۲۴۹–۲۷۰ کیلونیوتن (۵۶٬۰۰۰–۶۱٬۰۰۰ پوند-نیرو)                       |
| طول باند مورد نیاز برای پرواز (MTOW, SL, ISA) | ۲٬۳۰۰ متر (۷٬۵۰۰ فوت)                                             | ۲٬۴۰۰ متر (۷٬۹۰۰ فوت)                                               | ۲٬۴۰۰ متر (۷٬۹۰۰ فوت)                                             |
| سرعت کروز                                     | ماخ ۰٫۷۸ (۴۵۰ گره؛ ۸۳۳ کیلومتر بر ساعت) at FL350                  | ماخ ۰٫۷۸ (۴۵۰ گره؛ ۸۳۳ کیلومتر بر ساعت) at FL350                    | ماخ ۰٫۷۸ (۴۵۰ گره؛ ۸۳۳ کیلومتر بر ساعت) at FL350                  |
| Mmo                                           |                                                                   | ۰٫۸۲ ماخ                                                            | ۰٫۸۲ ماخ                                                          |
| برد                                           |                                                                   | ۷٬۵۰۰ کیلومتر / ۴٬۰۵۰ ناتیکال مایل                                  | ۷٬۵۰۰ کیلومتر / ۴٬۰۵۰ ناتیکال مایل                                |

## مشخصات موتور بر حسب مدل
| مدل         | تاریخ | موتورها                             |
| ----------- | ----- | ----------------------------------- |
| A300B2-1A   | ۱۹۷۴  | General Electric CF6-50A            |
| A300B2-1C   | ۱۹۷۵  | General Electric CF6-50C            |
| A300B2K-3C  | ۱۹۷۶  | General Electric CF6-50CR           |
| A300B4-2C   | ۱۹۷۶  | General Electric CF6-50C            |
| A300B4-103  | ۱۹۷۹  | General Electric CF6-50C2           |
| A300B4-120  | ۱۹۷۹  | Pratt & Whitney JT9D-59A            |
| A300B2-203  | ۱۹۸۰  | General Electric CF6-50C2           |
| A300B4-203  | ۱۹۸۱  | General Electric CF6-50C2           |
| A300B4-220  | ۱۹۸۱  | Pratt & Whitney JT9D-59A            |
| A300B4-601  | ۱۹۸۸  | General Electric CF6-80C2A1         |
| A300B4-603  | ۱۹۸۸  | General Electric CF6-80C2A3         |
| A300B4-620  | ۱۹۸۳  | Pratt & Whitney JT9D-7R4H1          |
| A300B4-622  | ۲۰۰۳  | Pratt & Whitney PW4158              |
| A300B4-605R | ۱۹۸۸  | General Electric CF6-80C2A5         |
| A300B4-622R | ۱۹۹۱  | Pratt & Whitney PW4158              |
| A300F4-605R | ۱۹۹۴  | General Electric CF6-80C2A5 or 2A5F |
| A300F4-622R | ۲۰۰۰  | Pratt & Whitney PW4158              |
| A300C4-605R | ۲۰۰۲  | General Electric CF6-80C2A5         |

## مدل‌های موجود در ایران
| شرکت         | مدل         | فعال | غیرفعال |
| ------------ | ----------- | ---- | ------- |
| ایران ایر    | A300B4-605R | ۴    | ۲       |
| ایران ایر    | A300B4-203F | ۱    | ۳       |
| ایران ایر    | A300B4-203  | ۱    | ۳       |
| ایران ایرتور | A300B4-605R | ۳    | --      |
| ایران ایرتور | A300B4-603  | ۱    | --      |
| ماهان        | A300B4-622R | --   | ۱       |
| ماهان        | A300B4-603  | --   | ۱۰      |
| ماهان        | A300B4-2C   | --   | ۱       |
| ماهان        | A300B4-203  | --   | ۲       |
| ماهان        | A300B2K-2C  | --   | ۳       |
| ماهان        | A300-103    | --   | ۱       |
| معراج        | A300B4-622R | ۱    | ۱       |
| قشم ایر      | A300B4-605R | ۳    | ۲       |
| مجموع        | مجموع       | ۲۶   |         |

کاربران ایرباس 300 در ایران(سال 1403)
| شرکت                   | نوع استفاده | تعداد | شماره رجیستر                | تصویر      |
| ---------------------- | ----------- | ----- | --------------------------- | ---------- |
| ایران ایر              | مسافربری    | ۴     | EP-IBG,EP-IBA,EP-IBC,EP-IBD |            |
| هواپیمایی ایران ایرتور | مسافربری    | ۲     | EP-MDN,EP-MDJ               |            |
| هواپیمایی ماهان        | مسافربری    | ۱     | EP-MMO                      |            |
| قشم ایر                | مسافربری    | ۲     | EP-FQM,EP-FQN               |            |
| هواپیمایی معراج        | مسافربری    | ۱     | EP-SIG                      | فاقد تصویر |
| مجموع                  |             | ۱۰    |                             |            |